# Pobrzeże Austriackie
Pobrzeże Austriackie (niem. Österreichisches Küstenland, włos. Litorale Austriaco, słowen. Avstrijska Primorska, chorw. Austrijsko Primorje) – austriackie terytorium, należące do Królestw i Krajów Reprezentowanych w Radzie Państwa. W jego skład wchodziły: 
- Książęce Hrabstwo Gorycji i Gradyski
- Margrabstwo Istrii
- Wolne cesarskie miasto Triest.

Pobrzeże posiadało powierzchnię ponad 8.000 km² i liczyło około 900 tysięcy mieszkańców (1910), w tym około 40% to Włosi, 31% Słoweńcy, 19% Chorwaci, i 5% Niemcy. 

Herb Pobrzeża Austriackiego składający się z czterech herbów: Gorycji, Gradyski, Triestu i Istrii